# Galop
Pour les articles homonymes, voir Galop (homonymie).
Pour les articles ayant des titres homophones, voir Galo et Gallo.

Décomposition du galop.

En matière d'équitation, le galop est la plus rapide des allures naturelles du cheval, et d'autres équidés. Venant après le trot, le galop est une allure sautée et basculée,  dissymétrique à trois temps inégaux suivis d'une phase de projection. Cette allure va en moyenne à 21 kilomètres par heure mais peut dépasser 60 kilomètres par heure sur les champs de courses.
Les travaux d'Étienne-Jules Marey ont montré que le galop de course et le galop très ralenti sont à quatre temps (il y a dissociation de la battue diagonale).

## Histoire
Au XVIIIe siècle, ce n'est qu'après avoir mis le cheval au passage qu'on le travaille au galop et dans les airs relevés. Le dressage du jeune cheval débute par le travail au trot. Les changements de pied au galop n'existaient pas. Les changements de pied se faisaient de ferme à ferme, avec au minimum une rupture de cadence, si ce n'est une foulée de pas, le cheval s'arrêtant des quatre pieds pour repartir des quatre pieds. Baucher introduisit les changements de pied en l'air. Il les rapprochera jusqu'au temps.

## Le mécanisme du galop

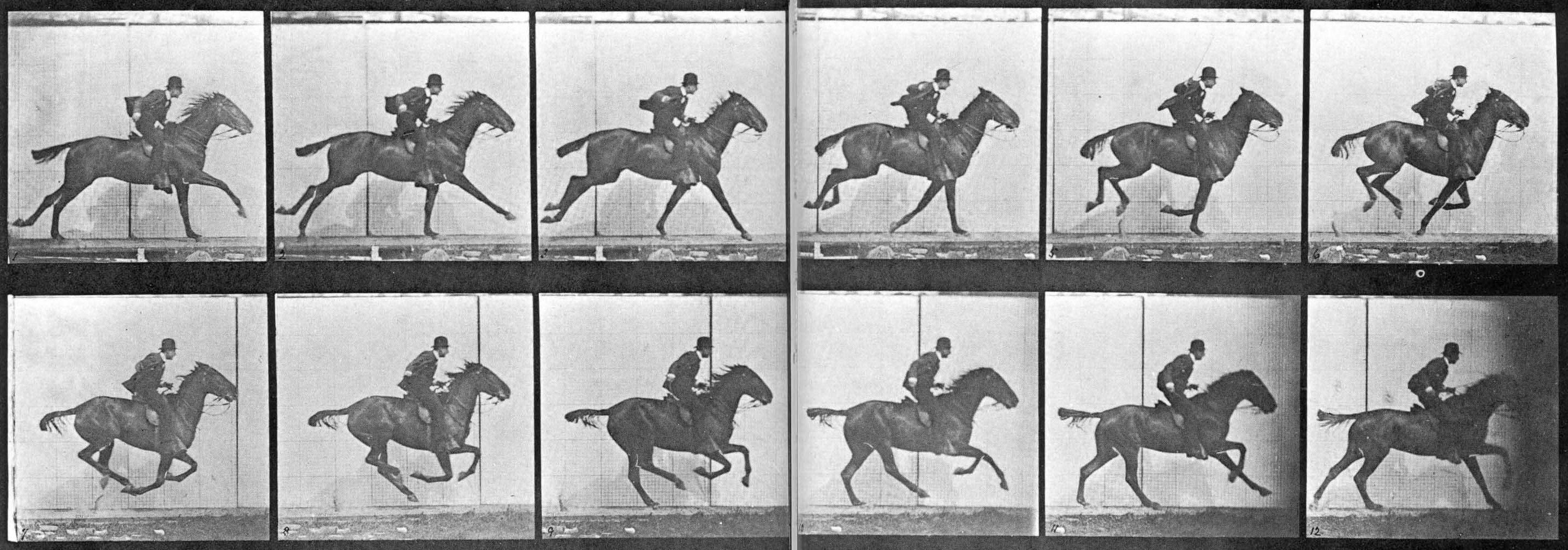
Cheval au galop photographié par Eadweard Muybridge (1830-1904).

Le galop est dit asymétrique car le poser des membres est différent selon que le cheval galope à droite ou à gauche. Par exemple, à une phase (temps) du galop, tout le corps du cheval repose sur un seul antérieur : l'antérieur droit pour le galop à droite ou l'antérieur gauche pour le galop à gauche.
Le mécanisme du galop à droite est :
- 1er temps : pose du postérieur gauche,
- 2e temps : pose du bipède diagonal gauche (antérieur gauche et postérieur droit),
- 3e temps : pose de l'antérieur droit,
- phase de projection.

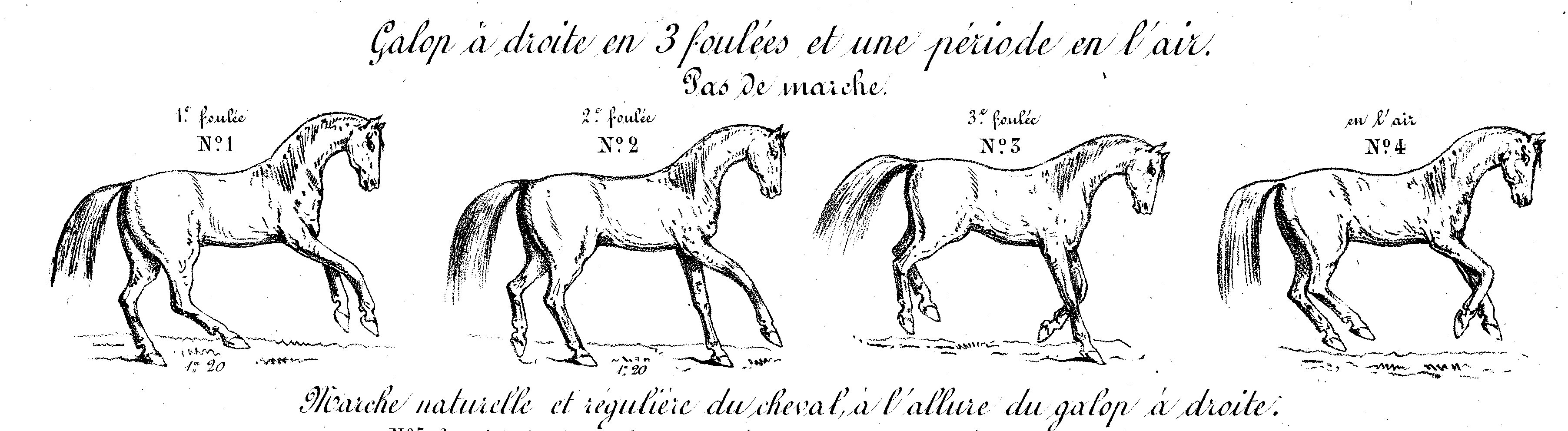
Galop à droite (Atlas de la méthode de haute école de Raabe, ed. 1863)

Pour le galop à gauche, le mécanisme est identique, mais en inversant la droite et la gauche.

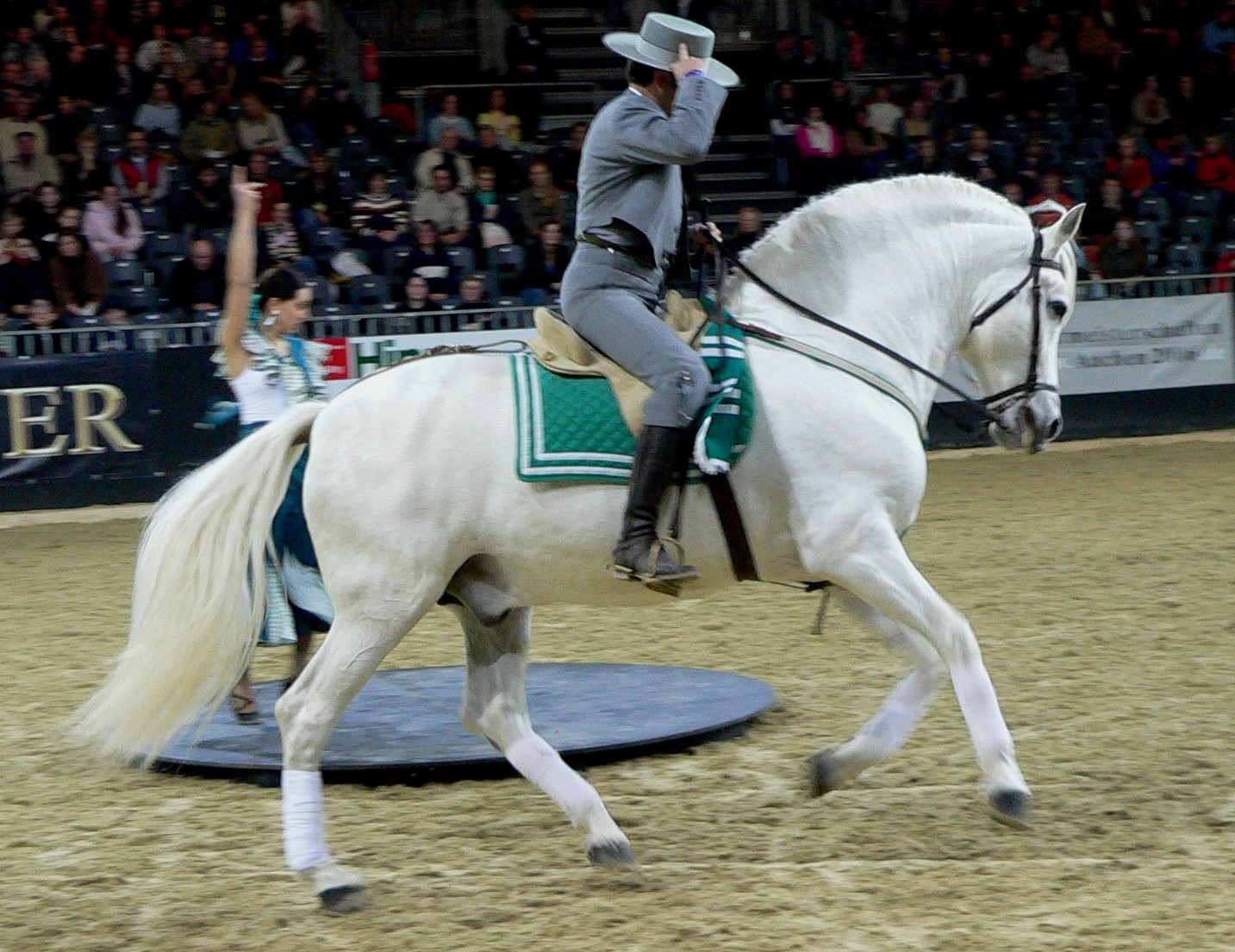
1er temps du galop à gauche

## Lexique des galops
- Le galop de charge[1] : galop où le cavalier est en suspension, penché sur l'encolure de sa monture[2] ;
- Le galop de chasse[1] : galop à trois temps, de vitesse moyenne, où le cavalier est assis sur sa selle[2] ;
- Le galop d'école : galop à trois temps, très ralenti et un peu cadencé[2] ;
- Le galop de manège[1] : galop à quatre temps, ralenti et cadencé[2] ;
- Le galop juste ou sur le bon pied : un cheval galope à gauche ou à droite selon que c'est l'antérieur gauche ou droit qui se porte le plus en avant au troisième temps ; à l’œil, il s'agit de l’antérieur qui « pioche ». Pour tourner à gauche, il convient de galoper à gauche et vice versa ;
- Le galop à faux et contre galop : un cheval galope à faux lorsqu'il galope à droite pour tourner à gauche. Le terme contre galop est utilisé s'il résulte d'une action volontaire du cavalier ;
- Le galop rassemblé : dans ce galop, le cheval engage fortement ses postérieurs sous lui en restant léger dans l'avant main. Les foulées sont plus courtes que dans le galop de travail, mais il est plus léger et sa mobilité augmente. Ce galop est souvent pratiqué en équitation de dressage et de saut d'obstacles ;
- Le galop de travail : allure intermédiaire entre le galop rassemblé et le galop moyen ;
- Le galop moyen : allure intermédiaire entre le galop de travail et le galop allongé. Le cavalier permet au cheval, restant dans la main, de placer sa tête un peu plus en avant de la verticale que dans le galop de travail ;
- Le galop allongé : le cheval couvre le maximum de terrain. Conservant le même rythme, il allonge les foulées au maximum sans rien perdre de son calme ni de sa légèreté ;
- Le terre à terre, ou terre-à-terre[6] : galop sur place à deux temps ;
- Le mésair : air intermédiaire (mésair veut dire mi-air) entre le demi cabré et le terre à terre. Il s'agit d'une sorte de galop sur place dans lequel le cheval lève très haut son avant-main ;
- Le galop désuni : le cheval galope d'un côté des antérieurs tandis que ses postérieurs galopent de l'autre côté. Il arrive aux chevaux de changer de pied des antérieurs tout en restant du même côté des postérieurs. Il est indispensable que le cavalier sente lorsque son cheval galope désuni de façon à le corriger au plus vite ;
- Le galop de course : en galop de course, la foulée est si allongée que les posers des membres ne se font plus de la même façon : il y a dissociation du posé du diagonal, le galop passe à 4 temps ;
- Le canter : galop calme en pleine nature, servant souvent d'échauffement aux chevaux de course.

## L'équitation du galop

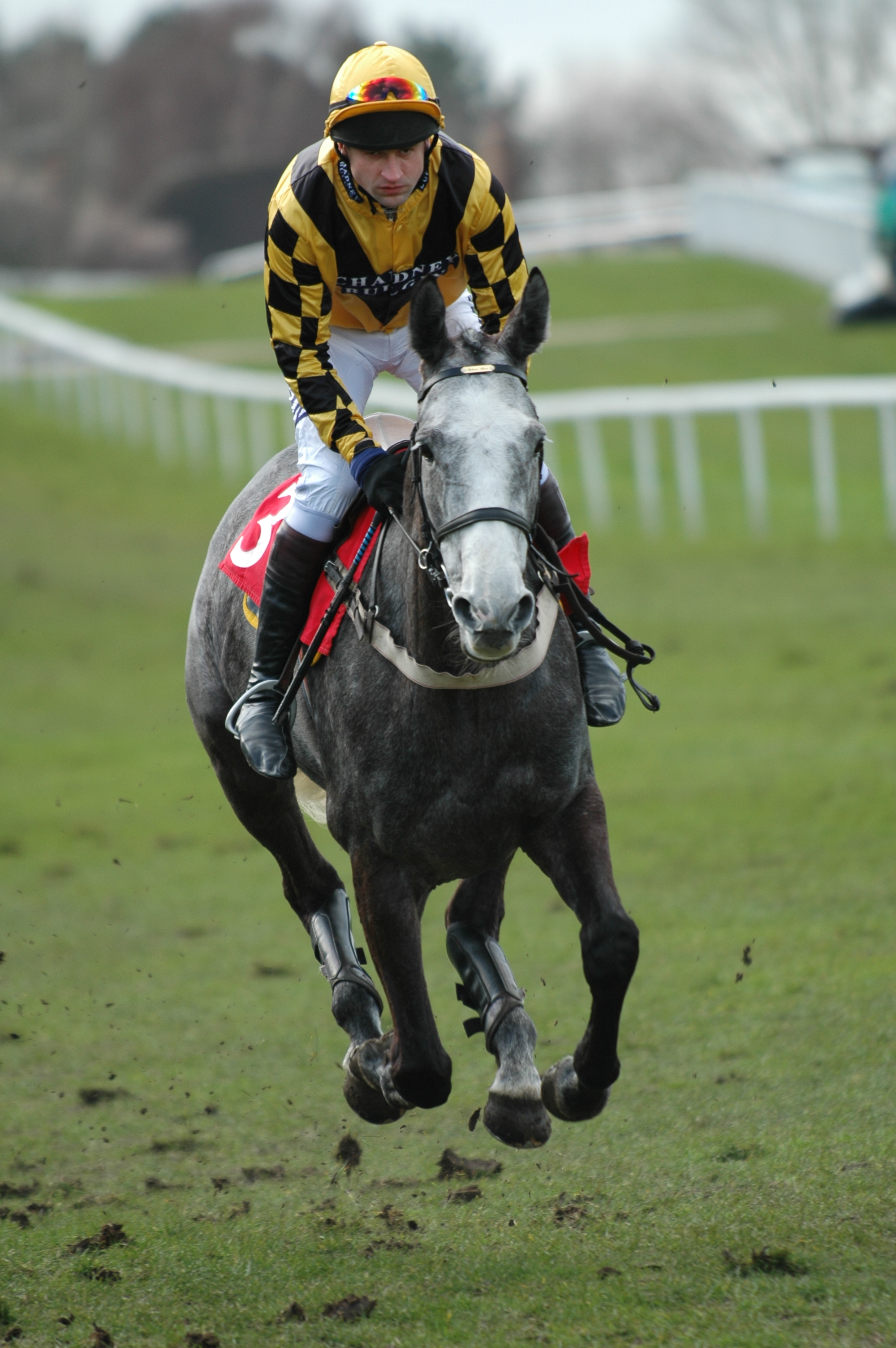
Galop sur le champ de course.

### Les positions du cavalier
En fonction des disciplines (courses, obstacle, dressage, équitation de travail, western, Camargue…) les selles sont différentes et adaptées à ces différentes pratiques et dans chacune d'entre elles, on adopte une position différente afin d'être le plus performant ou le plus confortable possible, on parle donc de plusieurs positions du cavalier.

#### Le galop assis
En dressage, en équitation western, en équitation Camargue, en doma vaquera, en monte en amazone, le cavalier reste généralement assis dans sa selle en épousant le mieux possible les mouvements du dos de son cheval avec son corps. Il conserve les talons vers le bas, le dos droit et le rein souple.
Voir aussi : Vidéo de galop assis (505 ko).

#### Le galop en suspension
En course, en saut d'obstacles ou en cross le cavalier est en appui total sur ses étriers, sans que ses fesses touchent la selle. Plus le galop doit être rapide, plus le cavalier prendra une position penchée en avant sur des étriers réglés plus haut. La course de galop sur plat est la discipline dans laquelle le cavalier est le plus haut en suspension.

#### Le galop enlevé
Ceci est un exercice de mise en selle dans lequel le cavalier cherche à améliorer son équilibre ainsi que son liant (capacité du cavalier de se mouvoir avec sa monture). Le cavalier s'assoit une foulée de galop puis se lève à la suivante puis recommence ce cycle.

### Les départs au galop

#### Par perte d'équilibre
Le cheval est lancé dans un grand trot et le cavalier le pousse avec les jambes jusqu'à ce qu'il tombe dans le galop, à l'occasion d'un tournant par exemple. Les petits cavaliers apprennent en premier ce mécanisme de départ au galop. Le terme de perte d'équilibre provient du fait que le galop est pris grâce à la vitesse, le cheval étant poussé en avant : il trotte de plus en plus vite jusqu'à tomber dans l'allure du galop. On place alors le cheval dans la position naturelle qu'il prend en liberté : bout du nez à l’extérieur (rêne d'ouverture externe) et hanche à l’intérieur (jambe isolée externe) on demande le galop par aides latérales externes. Puis naturellement le cheval partira au galop sans accélération du trot voire par le ralentissement de l'allure donc par prise d'équilibre.

#### Par prise d'équilibre
Il existe plusieurs façons de demander au cheval de partir au galop par prise d'équilibre (sans accélération voire mieux un ralentissement de l'allure qui peut être soit le pas ou le trot dans laquelle on demande le départ). Un des buts en équitation est d'avoir un cheval droit pour que celui-ci engage ses postérieurs vers son centre de gravité (rassemblé). Le galop est une allure naturellement traversée (le cheval galope en crabe les hanches tournées vers l'intérieur). Si, dans son départ du galop, le cheval amène ses hanches à l'intérieur, on dit qu'il part au galop en se traversant. Un cheval qui se traverse est sanctionné par les juges de dressage. C'est pour cela qu'il y a une progression au niveau des aides du départ au galop.
- Par aides latérales externes :

Rêne extérieure d'ouverture, jambe isolée extérieure qui demande le départ au galop
- Par aides diagonales externes :

Rêne intérieure d'appui, jambe isolée extérieure qui demande le départ au galop et poids du corps à l’extérieur
- Par aides diagonales internes :

Rêne intérieure d'appui, légère jambe isolée extérieure, jambe intérieure qui demande le départ au galop et poids du corps à l’extérieur
- Par aides latérales internes :

Rêne intérieure d'appui ou rêne directe d’opposition qui favorise les épaules devant les hanches, jambe interne à la sangle qui demande le départ au galop poids du corps à l’extérieur. Ce départ favorise la rectitude.

### Les changements de pied au galop

#### Le changement de pied en l'air
Dans le changement de pied en l'air, le cheval change de pied en restant au galop, d'un pied sur l'autre pied dans la même foulée.
En liberté, les chevaux changent souvent de pied, notamment lorsqu'ils font un écart (peur), lorsqu'ils changent de direction, ou simplement par jeu. D'une façon générale, il leur est plus facile de galoper sur le pied du côté où ils tournent (galop à juste).
En dressage, les juges sont très exigeants sur cet air. Le changement de pied doit respecter certaines règles bien précises. Le cheval doit rester léger, calme et droit. La cadence et l'équilibre ne doivent pas être modifiés. En dressage de haut niveau, il est possible de voir des chevaux qui changent de pied par séries, c'est-à-dire toutes les quatre, trois, deux temps et même jusqu'à chaque foulée de galop, c'est-à-dire un « changement au temps ». La paternité de cette figure est attribuée à François Baucher.
En Hunter, le changement de pied peut faire partie des figures imposées. Le cheval doit avoir changé de pied à la fin d'une zone délimitée par des plots.
En saut d'obstacles, il est impératif que le cheval sache changer de pied sur ordre de son cavalier, afin d'être certain d'aborder les tournants pour aborder l'obstacle dans de bonnes conditions d'équilibre.

#### Le changement de pied de ferme à ferme
Le changement de pied de ferme à ferme est une figure de dressage. Il s'agit d'une succession de deux mouvements techniques :
- une transition du galop au pas sans aucune foulée de trot.
- un départ au galop sur l'autre pied après deux à cinq pas.

### Le galop à faux ou contre-galop
Le contre-galop est utilisé dans la gymnastique du cheval pour améliorer son équilibre vertical. En effet, le cheval est alors obligé à engager le postérieur sur lequel il galope et son épaule extérieure gagne en amplitude.
Pour obtenir le contre-galop, le cavalier doit faire un effet contraire avec la rêne extérieure et permettre un léger pli extérieur de l'encolure. La jambe extérieure est reculée et au contact, celle extérieure reste à la sangle et maintient l'impulsion, le poids du corps est sur la fesse intérieure